# Moon Jae-in
Đây là một tên người Triều Tiên, họ là Moon.
Moon Jae-in (tiếng Hàn: 문재인; Hanja: 文在寅; Hán-Việt: Văn Tại Dần, phát âm tiếng Hàn Quốc: [mun.dʑɛ̝.in], sinh ngày 24 tháng 1 năm 1953) là cựu tổng thống thứ 12 của Hàn Quốc.
Ông xuất thân là một cựu luật sư chuyên hoạt động về nhân quyền đồng thời là cựu Chánh Văn phòng Phủ Tổng thống dưới thời kỳ cầm quyền của cố tổng thống Roh Moo-hyun. Moon Jae-in được bầu làm chủ tịch lãnh đạo đảng đối lập là Đảng Dân chủ Hàn Quốc trong khoảng thời gian từ năm 2015 đến 2016, ông là nghị sĩ Quốc hội Hàn Quốc khoá 19. Trước đó, vào ngày 16 tháng 9 năm 2012, ông được đề cử làm ứng viên đại diện của Đảng Dân chủ trong cuộc bầu cử tổng thống Hàn Quốc năm 2012 khi giành được đa số phiếu trong quá trình bầu cử sơ bộ trong nội bộ của đảng này nhưng sau đó thất bại sít sao trước ứng cử viên của Đảng bảo thủ là bà Park Geun-hye. Trong cuộc bầu cử tổng thống Hàn Quốc năm 2017, ông chính thức được bầu làm tổng thống thứ 12 của nước này sau khi bỏ cách khá xa số phiếu của hai ứng cử viên đối thủ.
Ngoài sự nghiệp chính trị, ông còn là một quân nhân phục vụ trong lực lượng đặc biệt của quân đội Hàn Quốc. Moon Jae-in được tạp chí Time vinh danh trong danh sách 100 người có ảnh hưởng nhất thế giới năm 2018.

## Tiểu sử, giáo dục và binh nghiệp
Moon Jae-in sinh ở Geoje, Hàn Quốc và là con trai cả trong một gia đình có cha là một người tị nạn từ Bắc Triều Tiên. Cha ông rời bỏ thành phố quê hương Hamhung trong cuộc rút lui Hamhung rồi sau đó định cư tại Geoje và bắt đầu làm công việc của một người lao động tại trại tù binh Geoje. Moon theo học tại trường trung học Kyungnam - được coi là một trong những ngôi trường danh tiếng bậc nhất bên ngoài khu vực thủ đô Seoul thời đó. Sau khi tốt nghiệp, ông thi đỗ và tiếp tục nhập học tại Đại học Kyung hee, theo học chuyên ngành luật. Tuy nhiên, ông bị cảnh sát bắt giam và bị đuổi học khi tham gia tổ chức một cuộc biểu tình lớn của sinh viên chống lại Hiến pháp Yushin. Sau đó, ông buộc phải nhập ngũ và được phân công vào lực lượng đặc biệt, ông có mặt trong sự kiện "Vụ giết người bằng rìu của lính Bắc Triều Tiên" tại Khu phi quân sự liên Triều. Sau khi giải ngũ, ông đỗ các kỳ thi của hội luật sư và được nhận vào Viện Đào tạo và Nghiên cứu tư pháp. Ông xếp thứ hai trong lớp tốt nghiệp của mình và mặc dù có một hồ sơ học tập tốt, ông vẫn không được chấp thuận để trở thành một thẩm phán do quá khứ đã từng tham gia tổ chức và lãnh đạo biểu tình lúc còn là sinh viên. Cuối cùng, ông đành chấp nhận lựa chọn trở thành luật sư.

## Sự nghiệp ban đầu

### Luật sư nhân quyền
Sau khi trở thành luật sư, ông hợp tác và làm việc với tổng thống tương lai Roh Moo-hyun. Họ được xem là hai người bạn cùng tiến, một cặp bài trùng của nhau cho đến khi Roh tự sát vì các cáo buộc tham nhũng vào năm 2009. Trong thời gian làm việc chung cùng với Roh, ông đã giải quyết rất nhiều các vụ án liên quan đến vấn đề nhân quyền và quyền công dân. Ông là một thành viên của Minbyun (tổ chức xã hội của các luật sư tiến bộ Hàn Quốc) và chủ tịch của một tổ chức ủng hộ và đấu tranh cho nhân quyền tại thành phố Busan.

### Hankyoreh
Ông là một thành viên sáng lập của tờ báo mang tên "Hàn Quốc tiến bộ" (Hankyoreh), xuất bản lần đầu tiên vào năm 1988.

### Thành viên của nội các Roh Moo-hyun
Do yêu cầu quyết liệt của Roh, Moon đã trở thành người phụ trách chiến dịch tranh cử của Roh. Sau khi Roh giành chiến thắng, Moon trở thành chánh văn phòng trong nội các của Roh và là một trợ lý thân cận. Vai trò của ông trong chính quyền của Roh bao gồm: 
- 2003 - tháng 2 năm 2004: Thư ký cao cấp của Tổng thống về các vấn đề dân sự
- Tháng 5 năm 2004 - tháng 1 năm 2005: Thư ký cao cấp của Tổng thống về xã hội dân sự
- Tháng 1 năm 2005 - tháng 5 năm 2006: Thư ký cao cấp của Tổng thống về các vấn đề dân sự
- Tháng 3 năm 2007 - tháng 2 năm 2008: Thư ký trưởng của Tổng thống
- Tháng 8 năm 2007: Chủ tịch phụ trách quá trình xúc tiến cho Hội nghị thượng đỉnh liên Triều lần thứ 2

Khi các công tố viên bắt đầu điều tra những cáo buộc tham nhũng của Roh, Moon khi ấy đang là cố vấn pháp lý cho Roh. Sau khi Roh tự tử, Moon phụ trách tổ chức tang lễ và giải quyết các vấn đề đời tư. Sự tiếp xúc của Moon với công chúng sau đó khiến cho mọi người nhìn nhận ông như là một phụ tá luôn sẵn sàng cống hiến và đáng tin cậy, từ đó, Moon đã thành công trong việc gây ấn tượng với tất cả mọi người và với nhiều người theo chủ nghĩa tự do ở Hàn Quốc, họ bắt đầu tin rằng Moon là một ứng cử viên hấp dẫn đối lập với ứng cử viên Đảng Hàn Quốc Tự do là Park Geun-hye.

## Sự nghiệp chính trị thời kỳ đầu (2012-2017)

### Tiến vào giới chính trị và quốc hội
Bất chấp việc từng thờ ơ trước chính trị, ông bắt đầu tham gia vào giới chính khách. Ông đã xuất bản một cuốn hồi ký có tên là "Moon Jae-in: The Destiny" (Moon Jae-in: Định mệnh), cuốn sách đó trở thành một trong những tác phẩm bán rất chạy trong một thời gian dài. Sự nổi tiếng của ông đã gia tăng một cách vững chắc so với đối thủ có khả năng trong cuộc đua tranh cử tổng thống cùng Park Geun-hye. Kết quả, trong cuộc thăm dò ý kiến dư luận vào tháng 2 năm 2012, Moon có cùng mức độ nổi tiếng ngang với Park.
Moon đã cố gắng tận dụng sự suy yếu của phe bảo thủ trong các vụ scandal tham nhũng, theo một chuyên gia: "Moon đã cố gắng miêu tả mình như một nhà lãnh đạo ôn hoà và có chừng mực, có được sự hậu thuẫn của thế hệ trẻ".
Vào năm 2012, Moon đã tham gia tranh cử một ghế thành viên của quốc hội trong cuộc bầu cử lập pháp lần thứ 19. Moon đã giành được một ghế của quận Sasang ở Busan vào ngày 11 tháng 4 năm 2012 như một thành viên của Đảng Thống nhất Dân chủ với 55% số phiếu.

### Chiến dịch tranh cử tổng thống năm 2012
Vào ngày 16 tháng 9 năm 2012, Moon được bổ nhiệm làm chủ tịch Đảng Thống nhất Dân chủ.
Ông đã tham gia chạy đua trong cuộc tranh cử tổng thống năm 2012 với vai trò ứng viên của Đảng Thống nhất Dân chủ trong một cuộc chạy đua ba người cùng Park Geun-hye, ứng viên của đảng cầm quyền đương nhiệm và là con gái của cố tổng thống Park Chung-hee, cũng như chính trị gia kiêm doanh nhân Ahn Cheol-soo. Ahn rút khỏi cuộc đua và xác nhận không thể chạy đua với Moon sau khi kết quả kiểm phiếu sơ bộ cho thấy một thất bại rõ ràng của Ahn trước hai ứng viên còn lại, tuy nhiên sau đó, Moon cũng thất bại trong cuộc tranh cử.

### Lãnh đạo phe đối lập
Moon được bầu làm lãnh đạo của Tân Liên minh chính trị Dân chủ vào ngày 2 tháng 2 năm 2015. Sau khi cựu lãnh đạo đảng và ứng cử viên tổng thống đối đầu Ahn Cheol-soo rút lui, Moon tìm kiếm một số nhân vật chính trị nổi bật bao gồm cựu cảnh sát trưởng Pyo Chang-won, nhà phê bình chính trị Lee Choon-hee và đặc biệt là thư ký của cố tổng thống Park Chung-hee Cho Ung-chun để chuẩn bị cho cuộc bầu cử lập pháp Hàn Quốc năm 2016. Sau khi đã chính thức được chọn, Moon từ chức vị trí hiện tại của ông và nhường lại cho một cố vấn khác là Kim Chong-in.

## Tranh cử tổng thống năm 2017
Moon được coi là người tiền phong để giành chiến thắng trong cuộc bầu cử tổng thống lần thứ 19 của Hàn Quốc vào tháng 5 năm 2017, sau khi tổng thống Park Geun-hye bị luận tội.
Vào ngày 9 tháng 5 năm 2017, Moon kết thúc chiến dịch của mình bằng việc giành được 41% phiếu bầu để giành được đa số để trở thành vị tổng thống kế tiếp của Hàn Quốc.

## Tổng thống thứ 12

Tỉ lệ tín nhiệm chức vụ Tổng thống của ông Moon Jae-in

Moon đã tuyên thệ nhậm chức ngay sau khi các phiếu bầu chính thức được kiểm vào ngày 10 tháng 5, thay thế cho Quyền Tổng thống và Thủ tướng Hwang Kyo-ahn, người tạm quyền chức vụ Tỏng thống do Tổng thống đương nhiệm Park Geun-hye bị luận tội và phế truất. Không có giai đoạn chuyển tiếp giữa cuộc bầu cử và lễ nhậm chức cũng như quá trình nhậm chức này không giống như các cuộc bầu cử Tổng thống khác do bản chất của cuộc bầu cử được diễn ra sau khi tổng thống bị quốc hội luận tội. Ông phục vụ chức nhiệm kỳ 5 năm chính thức của mình trong đó có phần còn lại trong nhiệm kỳ gốc của bà Park Geun-hye dẫn đến việc nhiệm kỳ Tổng thống của ông sẽ kết thúc sớm vào ngày 10 tháng 5 năm 2022, sớm hơn 9 tháng rưỡi so với ngày 25 tháng 2 năm 2023 theo truyền thống trước khi bà Park làm Tổng thống.
Tổng thống Moon và chính phủ của ông được nhiều người mô tả là cánh tả hay tự do qua phương tiện truyền thông.

### Chính sách đối nội

#### Cải cách Chaebol
Vì tăng trưởng kinh tế của Hàn Quốc phụ thuộc lớn vào Chaebol. Moon bổ nhiệm "Tay bắn tỉa Chaebol" Kim Sang-jo - một nhà hoạt động cổ đông nổi tiếng, vào vai trò ủy viên thương mại công bằng nhằm cải cách các tập đoàn gia đình lớn.

#### Chính sách công nghệ
Với tư cách là Tổng thống, Moon đã ký ban hành luật sửa đổi Đạo luật Kinh doanh Viễn thông được gọi là "Luật chống Google". Luật cấm Apple và Google, những công ty vận hành App Store và Google Play Store, tương ứng, từ việc yêu cầu các nhà phát triển ứng dụng trên các nền tảng này sử dụng hệ thống thanh toán của họ để bán sản phẩm của họ. Do đó, các nhà phát triển ứng dụng sẽ có thể tránh phải trả hoa hồng cho Apple hoặc Google bằng cách hướng dẫn khách hàng thanh toán qua các nền tảng thay thế.

#### Chính sách chăm sóc sức khỏe
Chính sách chăm sóc sức khỏe của Moon bao gồm việc mở rộng phạm vi quyền lợi trong Bảo hiểm Y tế Quốc gia.

#### Cải cách công tố
Cải cách công tố đã được thực hiện để sắp xếp lại quyền truy tố và quyền điều tra cũng như xây dựng lại cơ chế truy tố tham nhũng.
Cho đến nay, cơ quan công tố có cả quyền điều tra và quyền buộc tội và điều đó dẫn đến quyền lực bị tập trung quá mức.
Vì vậy, mục đích chính của việc phối hợp quyền công tố và quyền điều tra của cảnh sát là làm suy yếu quyền tố cáo của cơ quan công tố.

#### Năng lượng

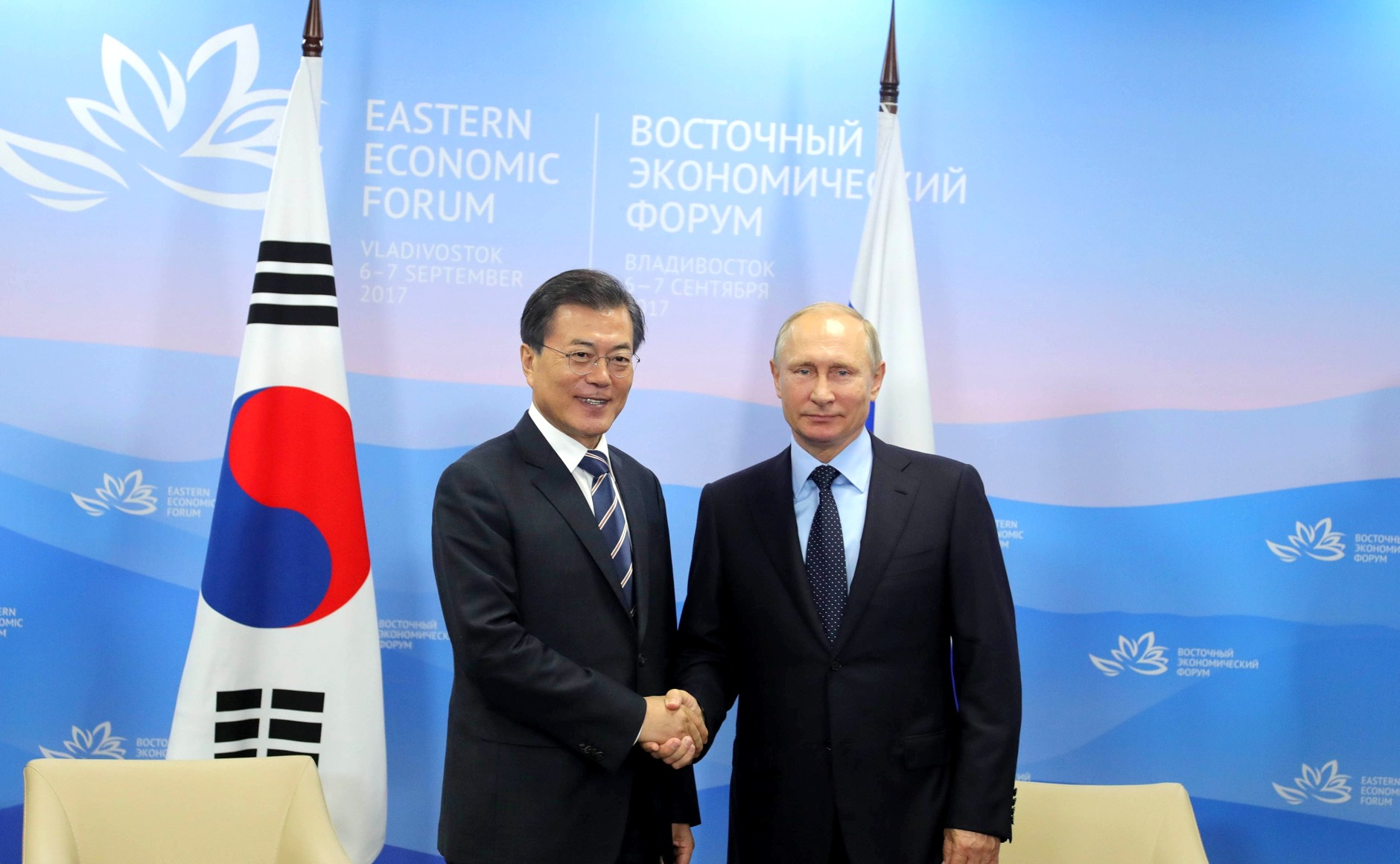
Moon gặp Tổng thống Nga Vladimir Putin tại Diễn đàn kinh tế phương Đông ở Vladivostok, Nga, ngày 6 tháng 9 năm 2017

Chính quyền của ông Moon tập trung vào việc tăng cường tiêu thụ khí đốt tự nhiên của Hàn Quốc, thay vì sử dụng năng lượng hạt nhân và than đá. Các kế hoạch này bao gồm trì hoãn xây dựng lò phản ứng hạt nhân cũng như mở lại cuộc đối thoại xung quanh đường ống khí đốt tự nhiên sẽ đến từ Nga và đi qua Bắc Triều Tiên. Tại sự kiện ngày 19 tháng 6 năm 2017, đánh dấu sự kết thúc hoạt động tại lò phản ứng hạt nhân lâu đời nhất của Hàn Quốc, Kori Unit 1, Moon đã phác thảo kế hoạch của mình cho tương lai năng lượng ở Hàn Quốc, nói rằng "chúng tôi sẽ từ bỏ chính sách phát triển tập trung vào nhà máy điện hạt nhân và thoát khỏi kỷ nguyên năng lượng hạt nhân." Điều này sẽ được thực hiện bằng cách hủy bỏ kế hoạch xây dựng các nhà máy điện hạt nhân mới và không gia hạn giấy phép vận hành các nhà máy. Ngoài ra, ông còn đóng cửa 8 nhà máy nhiệt điện than khi nhậm chức vào tháng 5/2017 và cam kết sẽ đóng cửa 10 nhà máy nhiệt điện than còn lại khi hết nhiệm kỳ. Về lâu dài, ông hình dung các nguồn tái tạo cuối cùng sẽ có thể đáp ứng nhu cầu của Hàn Quốc, nhưng trước mắt, ông đề xuất khí tự nhiên hóa lỏng (LNG) như một biện pháp tạm thời trong khi than và hạt nhân sẽ ngừng hoạt động trong những thập kỷ tới.

#### Đại dịch COVID-19

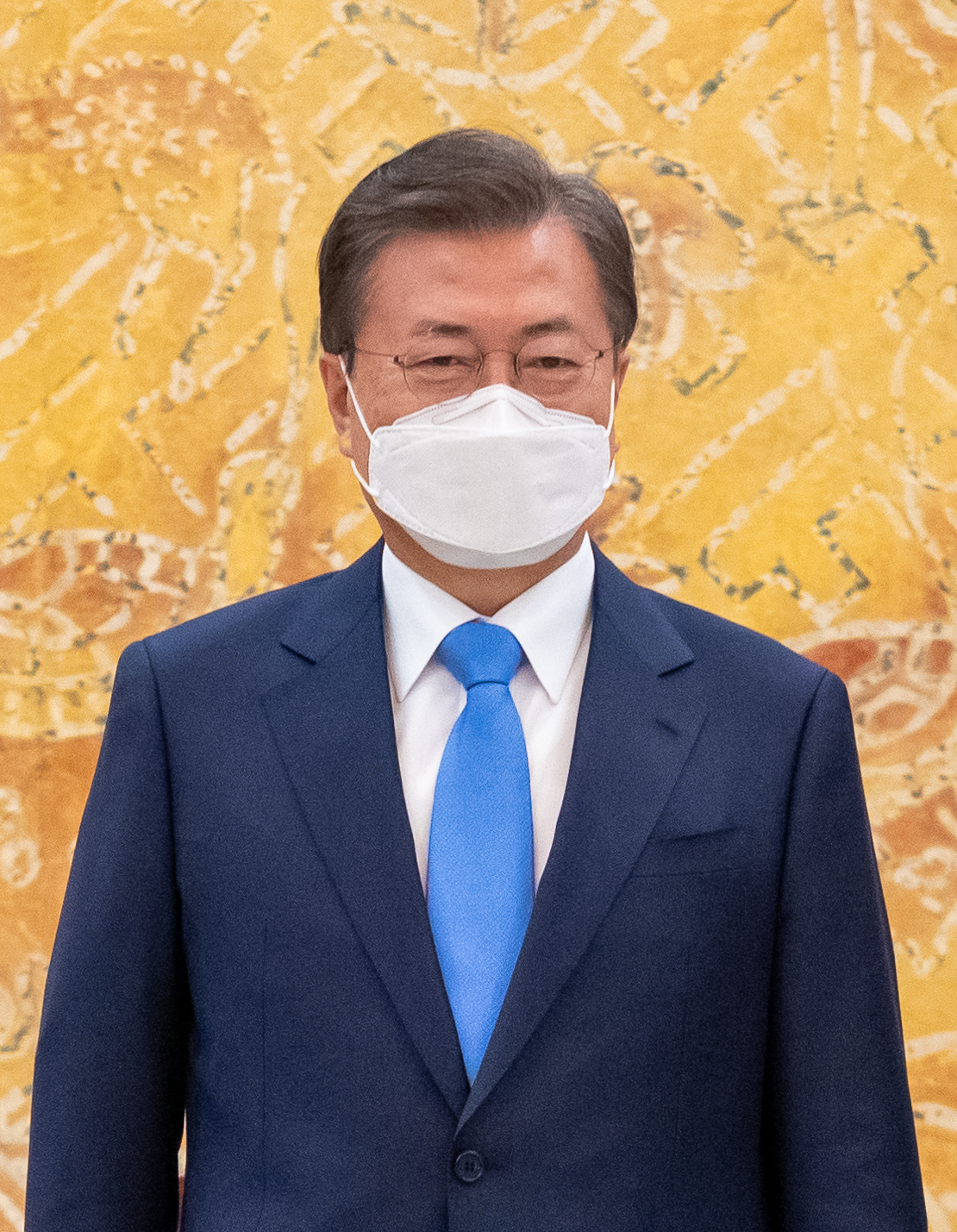
Moon đeo khẩu trang bảo vệ vào tháng 3 năm 2021

Phản ứng của Moon đối với đại dịch COVID-19 đã được ca ngợi cả trong nước và quốc tế. Trong vài tuần đầu tiên của tháng 3 năm 2020, số ca nhiễm hàng ngày đã giảm từ 800 xuống dưới 100, giảm số ca nhiễm hàng ngày lên tới hơn 90% vào thời điểm cao điểm.
Tuy nhiên, hơn 1,5 triệu người Hàn Quốc đã ký một bản kiến nghị tới luận tội Moon về những gì họ cho là cách xử lý sai lầm ban đầu của chính phủ đối với sự bùng phát virus corona ở miền Nam Hàn Quốc. Đáp lại, hơn 1,3 triệu người Hàn Quốc đã ký bản kiến nghị thứ hai chỉ trong hai tuần để ủng hộ Moon về những gì họ tuyên bố là chính phủ có khả năng kiểm soát virus Corona.
Một cuộc thăm dò ý kiến được thực hiện từ ngày 5 đến ngày 6 tháng 3 năm 2020 bởi Embrain, một công ty thăm dò dư luận đại chúng, cho thấy 53% công chúng đánh giá tích cực về cách xử lý cuộc khủng hoảng virus corona. Một cuộc thăm dò dư luận của Gallup Korea vào tuần đầu tiên của tháng 3 năm 2020 cho thấy tỷ lệ tán thành của ông đã tăng từ 44% lên 67%, do sự tán thành của công chúng đối với cách chính quyền của ông xử lý đợt bùng phát. Đến tháng 1 năm 2021, theo khảo sát của Realmeter, tỷ lệ tín nhiệm của ông giảm xuống 34%, mức thấp nhất trong nhiệm kỳ tổng thống của ông.
Theo Yonhap News Agency, James Kim, Chủ tịch Phòng Thương mại Hoa Kỳ tại Hàn Quốc tuyên bố rằng "Hàn Quốc đang đối phó một cách chủ động và minh bạch với Covid-19. Các trường hợp được xác nhận đang gia tăng ở Hàn Quốc do tình hình dịch bệnh của nước này." quy trình kiểm tra được chuẩn bị tốt so với các nước khác." Matt McCarthy của CNBC, một bác sĩ ở thành phố New York, ca ngợi nỗ lực của chính phủ Moon trong việc giải quyết cuộc khủng hoảng virus corona, nói rằng "Hàn Quốc đã có thể xét nghiệm cho hàng chục nghìn người. Với những nỗ lực xét nghiệm tích cực của đất nước, Hàn Quốc số người chết vì dịch bệnh này chưa đến 1%, trong khi mức trung bình toàn cầu là 3,4%, nhờ sự chuẩn bị sớm của Chính phủ trước sự bùng phát của dịch bệnh truyền nhiễm".

#### Quyền LGBT
Moon phản đối hôn nhân đồng giới. Trong một cuộc tranh luận trên truyền hình tổng thống năm 2017, ông đã công khai tuyên bố rằng ông phản đối đồng tính luyến ái dưới một số hình thức.
Phát biểu với các nhà lãnh đạo tôn giáo Phật giáo và Cơ đốc giáo vào tháng 10 năm 2019, Moon nói: "Sự đồng thuận quốc gia phải là ưu tiên hàng đầu cho hôn nhân đồng giới. Tuy nhiên, liên quan đến nhân quyền của các nhóm thiểu số tình dục, họ không nên bị xã hội đàn áp hay phân biệt đối xử." 

#### Giáo dục
Người tiền nhiệm của Moon và là con gái của Park Chung Hee, Park Geun-hye, ban đầu dự định bắt buộc sử dụng sách giáo khoa lịch sử do nhà nước cấp vào năm 2018. Moon đã đảo ngược kế hoạch đó vào tháng 5 năm 2017 trong một trong những hành động quan trọng đầu tiên của mình là tổng thống. Những người chỉ trích kế hoạch ban đầu của Park coi đây là một cách để Park giảm thiểu một số thể hiện về chính sách áp bức của cha cô dưới chế độ độc tài, chỉ nêu bật những thành tựu tích cực trong quá khứ. Park trước đó đã tuyên bố vào năm 2015 rằng cô ấy muốn thay thế những cuốn sách "nghiêng về cánh tả" bằng những cuốn sách do chính phủ tạo ra để khơi dậy lòng yêu nước lớn hơn. Mặc dù chính quyền Park đã phản ứng với phản ứng dữ dội sau đó bằng cách chuyển từ quan điểm chính thức là yêu cầu sử dụng sách giáo khoa sang cho phép các trường lựa chọn sử dụng chúng, hành động của Moon đã loại bỏ hoàn toàn chương trình. Thay vào đó, các trường học tiếp tục sử dụng sách giáo khoa do tư nhân xuất bản và được chính phủ phê duyệt, được viết theo hướng dẫn giáo dục.

### Chính sách đối ngoại

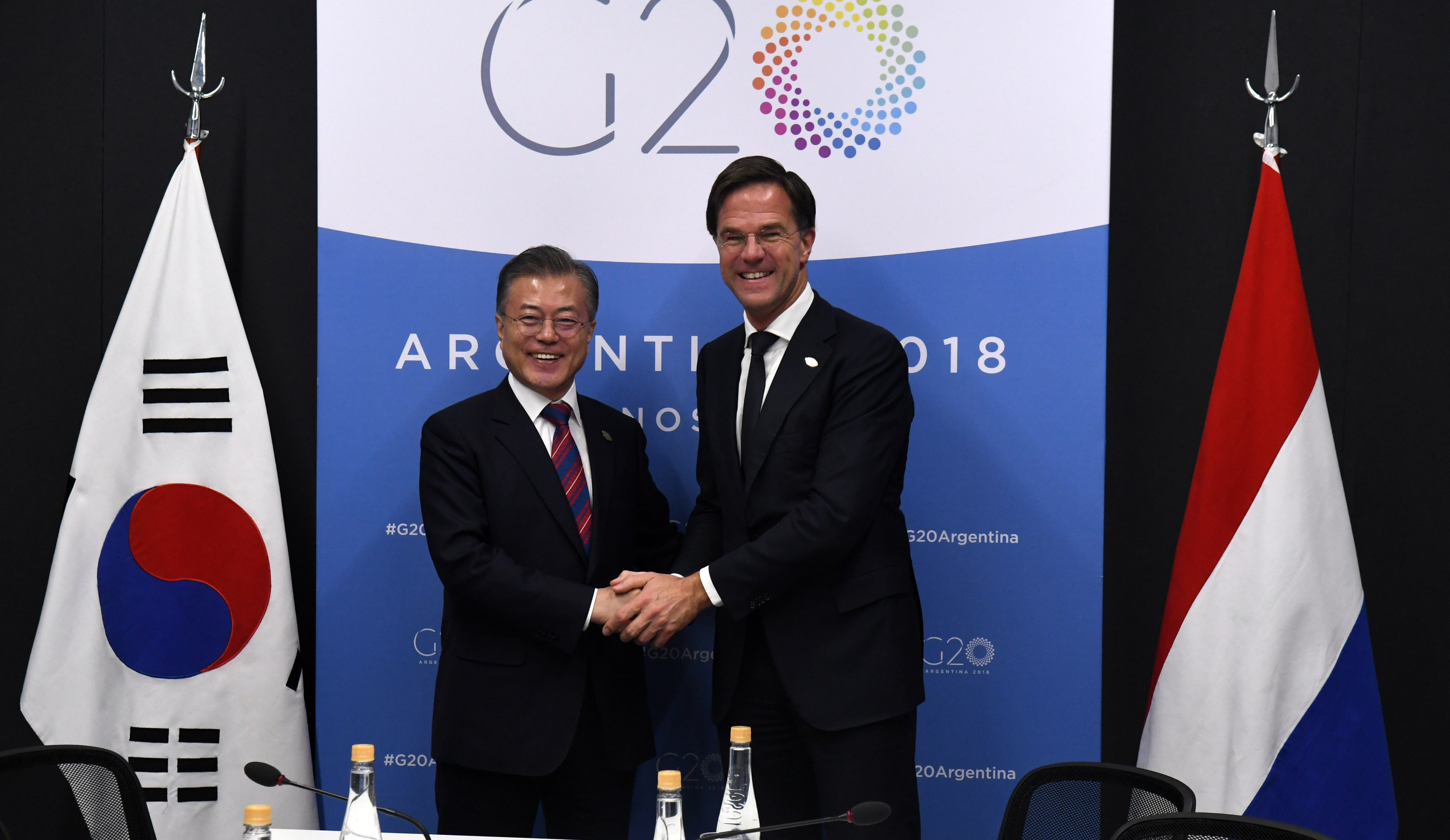
Moon với Thủ tướng Hà Lan Mark Rutte vào tháng 12 năm 2018

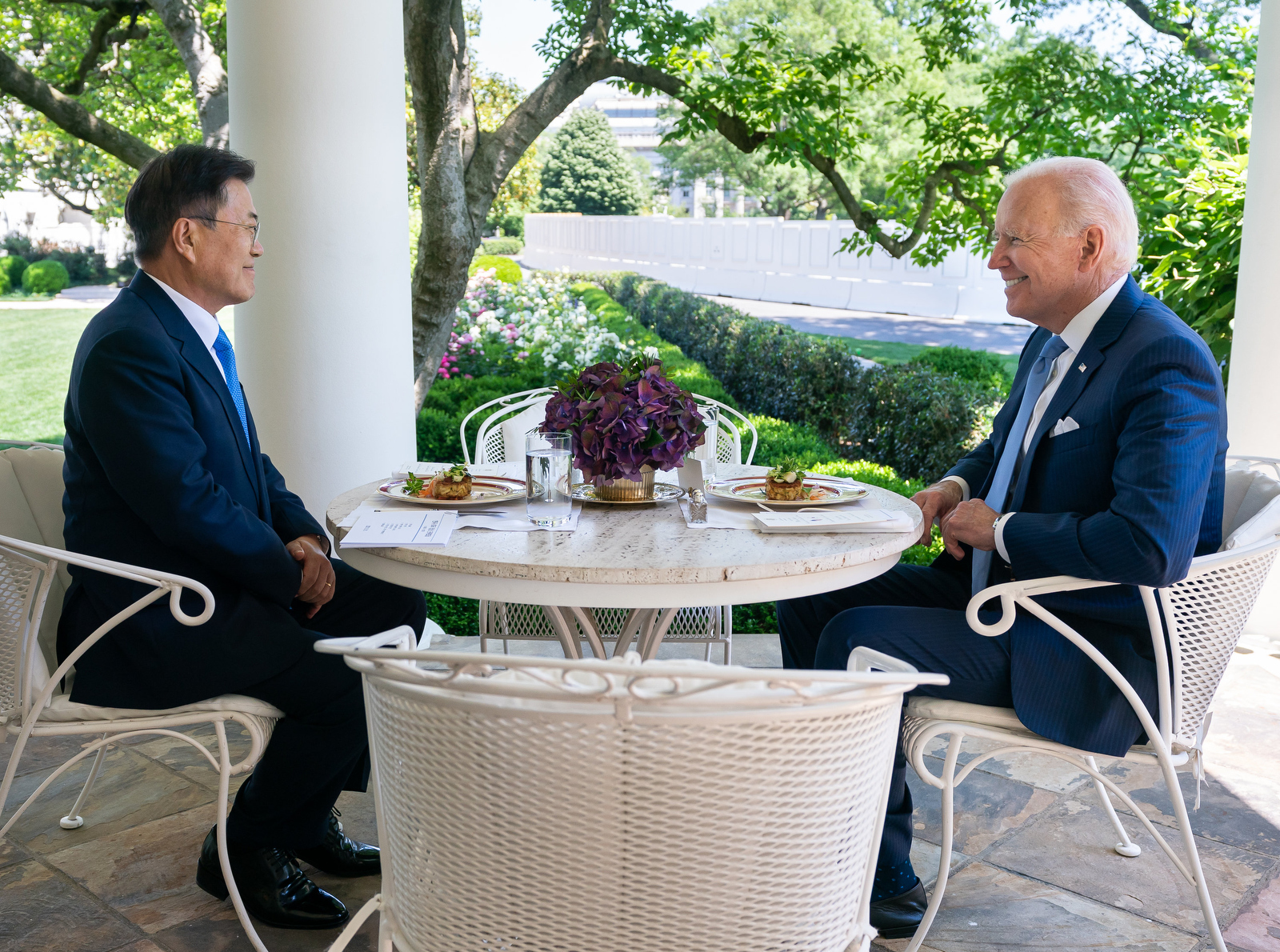
Moon với Tổng thống Hoa Kỳ Joe Biden vào tháng 5 năm 2021

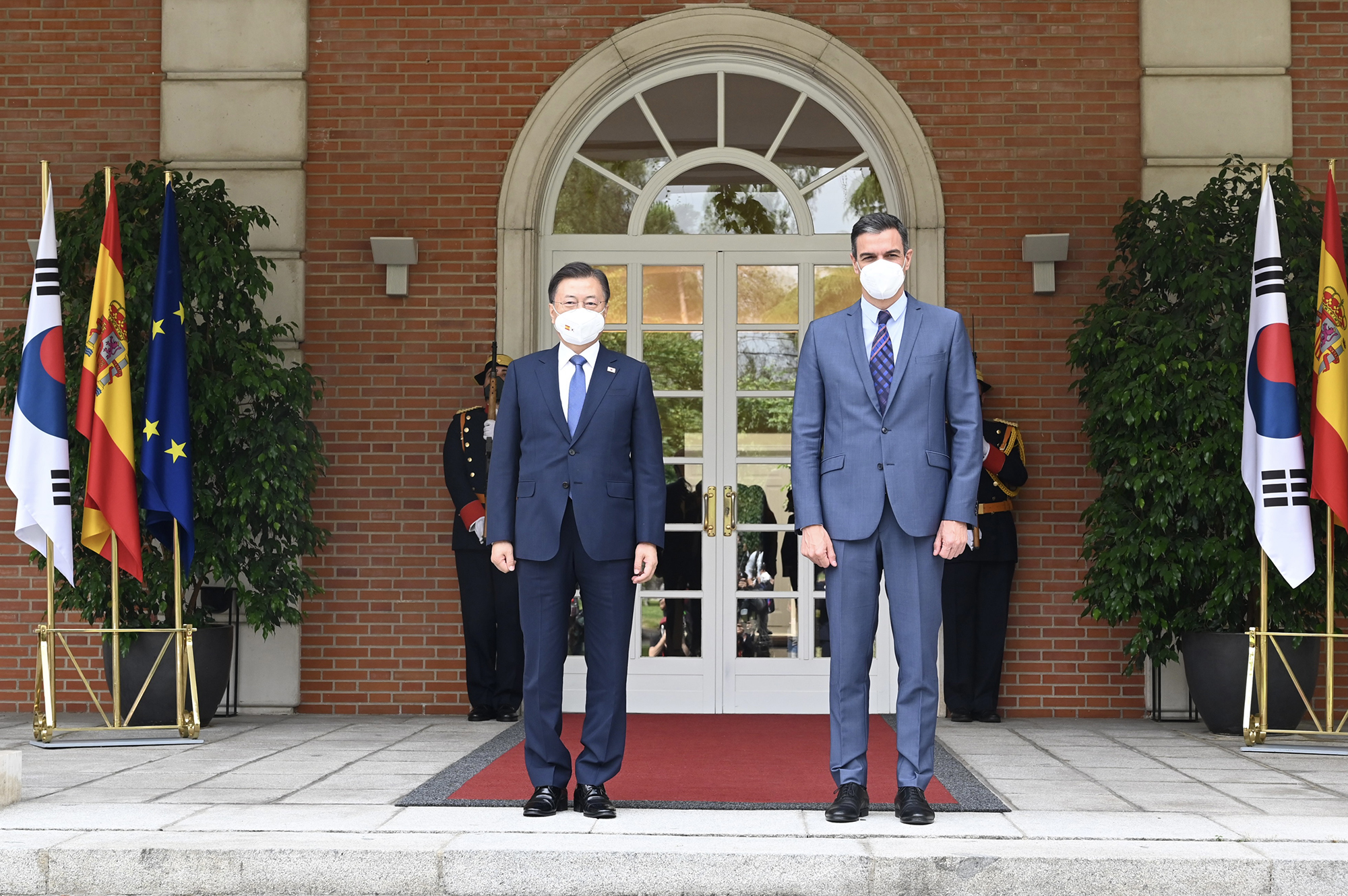
Moon và Thủ tướng Tây Ban Nha Pedro Sánchez vào tháng 6 năm 2021

#### Quan hệ quốc tế
Moon đến thăm Hoa Kỳ để gặp tổng thống Donald Trump vào tháng 6 năm 2017 đồng thời thảo luận về quan hệ thương mại Hoa Kỳ–Hàn Quốc cũng như chương trình tên lửa của Bắc Triều Tiên. Moon tiết lộ trong một cuộc họp báo chung rằng Trump sau đó đã nhận lời mời tới thăm Hàn Quốc.
Vào ngày 10 tháng 5 năm 2017, Chủ tịch Tập Cận Bình đã gửi điện mừng tới ông Moon Jae-in đắc cử, nói rằng: "Giống như Hàn Quốc, Trung Quốc mong muốn duy trì và bảo vệ những thành tựu trong quan hệ song phương đã đạt được với rất nhiều khó khăn" và "Chúng tôi sẽ tăng cường niềm tin chính trị dựa trên sự tôn trọng lẫn nhau và giải quyết những khác biệt." Ông nói: "Chúng tôi sẽ xử lý vấn đề này một cách thích hợp và thúc đẩy sự cải thiện và phát triển ổn định trong mối quan hệ giữa hai nước". Vấn đề triển khai THAAD đang nổi lên trong quan hệ Hàn-Trung. Global Times, một cơ quan truyền thông nhà nước, cho biết: "Vấn đề triển khai THAAD trên Bán đảo Triều Tiên là sai lầm lớn nhất của cựu Tổng thống Park Geun-hye và chính phủ bảo thủ", đồng thời nói thêm, "Chiến thắng của Tổng thống Moon Jae-in là do vấn đề triển khai THAAD."
Ngày 30 tháng 6 năm 2017, Tổng thống Moon Jae-in cho rằng việc quyết định có triển khai THAAD hay không là vấn đề chủ quyền của Hàn Quốc và việc Trung Quốc can thiệp một cách không công bằng là không đúng.
Ông đã đến thăm Đại học Bắc Kinh vào tháng 12 năm 2017 và có bài giảng, nói rằng ông sẽ chia sẻ giấc mơ Trung Hoa. Ông cũng mô tả Trung Quốc là một quốc gia vĩ đại với những đỉnh núi, đồng thời khẳng định Hàn Quốc là một quốc gia nhỏ.
Đối với quan hệ Hàn Quốc-Nhật Bản,
Thủ tướng Abe Shinzõ cho biết: "Hàn Quốc và Nhật Bản có mối quan hệ quan trọng nhất, trong đó họ chia sẻ lợi ích chiến lược" và nói thêm: "Tôi muốn chung tay với Tổng thống Moon Jae-in để phát triển quan hệ Hàn Quốc - Nhật Bản trong tương lai trên phạm vi rộng hơn". của các khu vực." Tuy nhiên, Tổng thống Moon Jae-in đã phát biểu tại Cuộc họp Nội các bất thường lần thứ 31 rằng: "Chúng ta sẽ không bao giờ bị Nhật Bản đánh bại nữa". Một mặt, họ bày tỏ quan điểm "thỏa thuận về phụ nữ mua vui không thể đàm phán lại".

#### Bắc Triều Tiên

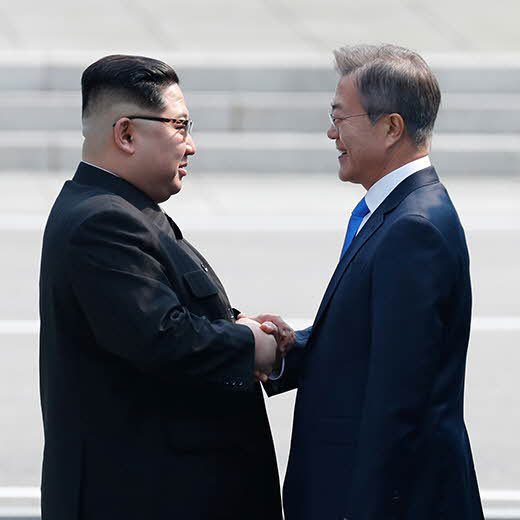
Ông Kim và ông Moon bắt tay chào nhau tại vạch biên giới khu phi quân sự DMZ.

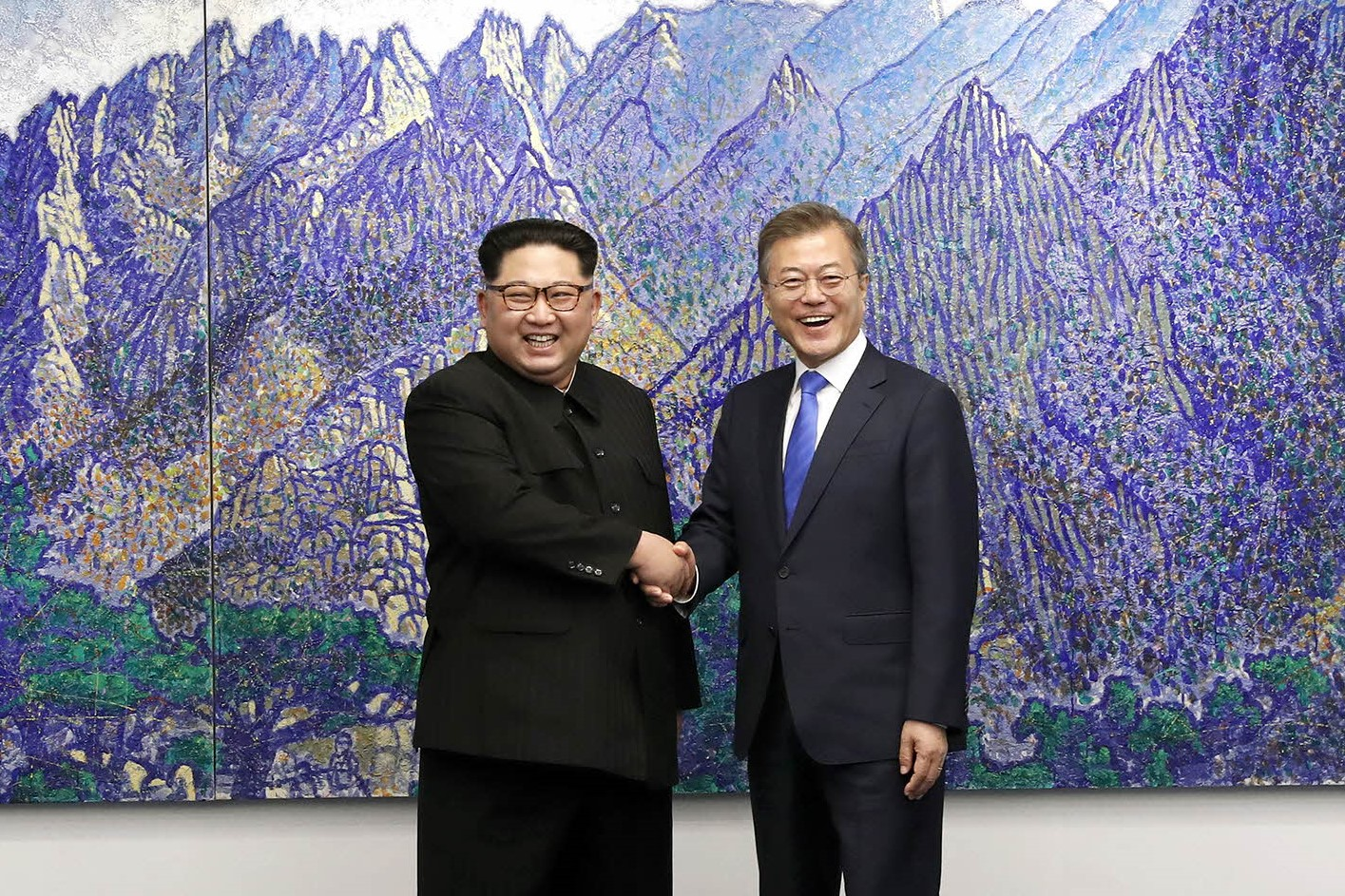
Lãnh đạo Bắc Triều Tiên Kim Jong Un và Moon bắt tay bên trong Ngôi nhà hòa bình.

Với cảm kết theo đuổi chính sách Ánh Dương của cố Tổng thống Kim Dae-jung, Moon thảo chiến lược Triều Tiên của mình trong bài phát biểu tại Berlin, Đức, vào ngày 6 tháng 7 năm 2017, Moon mô tả quá trình dẫn đến thống nhất là một dự án dài hạn, thay vì đặt ra bất kỳ kế hoạch chi tiết nào cho một Triều Tiên thống nhất.
Ông nhấn mạnh liên minh với Hoa Kỳ và nêu rõ sự cần thiết phải đảm bảo dỡ bỏ chương trình vũ khí hạt nhân của Triều Tiên. Đồng thời, ông trình bày vấn đề thống nhất trong bối cảnh khu vực và bày tỏ hy vọng được hợp tác với cộng đồng quốc tế. Ông ủng hộ các biện pháp trừng phạt chống lại Triều Tiên, đồng thời để ngỏ khả năng hủy bỏ chúng và chỉ ra rằng điều quan trọng là phải thiết lập một hiệp ước hòa bình với Triều Tiên để chính thức chấm dứt Chiến tranh Triều Tiên để đổi lấy phi hạt nhân hóa.

## Quan điểm chính trị

### An ninh quốc gia
Moon ủng hộ việc bãi bỏ luật an ninh quốc gia của Hàn Quốc, điều mà các nhà chính khách theo chủ nghĩa tự do cáo buộc là một công cụ kiến tạo của phe cánh hữu trong lịch sử để hạn chế cũng như đàn áp tiếng nói của phe cánh tả trên chính trường. Ông đồng thời hứa hẹn sẽ bãi bỏ những vây cánh trong nước của NIS để duy trì sự trung lập về chính trị, đồng thời chuyển giao các công việc nội bộ và quan trọng cho lực lượng cảnh sát.

### Chính sách đối ngoại
Moon đã ủng hộ việc thống nhất đất nước một cách hòa bình giữa hai miền Triều Tiên. Ông bị chỉ trích nhưng cũng được ca ngợi rất nhiều vì những bình luận của ông nêu rõ chuyến thăm đầu tiên nếu bản thân được bầu làm tổng thống là sẽ tới thăm Bắc Triều Tiên và chuyến thăm đó sẽ không khác gì chuyến thăm của ông Roh Moo-hyun tới đất nước này trong năm 2007. Tương tự như vậy, chính sách đối ngoại của Moon đối với Bắc Triều Tiên được xem là gần gũi với chính sách Ánh Dương của các cố tổng thống phe tự do là Kim Dae-jung và Roh Moo-hyun. Trong chiến dịch tranh cử tổng thống năm 2017, Moon tuyên bố ủng hộ việc mở cửa lại Khu công nghiệp chung Kaesong.
Ông cũng tuyên bố rằng bản thân ông coi mình là một "người bạn thân thiết của nước Mỹ", vì vai trò của Hoa Kỳ trong việc giúp đỡ Hàn Quốc tránh khỏi chủ nghĩa cộng sản đồng thời giúp đỡ thúc đẩy tăng trưởng kinh tế đất nước. Chính sách đối ngoại tự do hơn của ông được phản ánh trong một cuốn sách: "Tôi là một người thân Mỹ, nhưng giờ Hàn Quốc nên thông qua ngoại giao, trong đó có thể thảo luận về yêu cầu của Mỹ và học cách nói không với người Mỹ". Moon cũng phản đối việc tái cân bằng liên minh an ninh quốc phòng với Hoa Kỳ, đồng thời tuyên bố ông muốn Hàn Quốc hoàn toàn có thể đi đầu và chủ động hơn nữa trong các vấn đề chính trị nóng, nhạy cảm, phức tạp trong khu vực Đông Á cũng như trên bán đảo Triều Tiên.

### Chính sách kinh tế
Trong chiến dịch tranh cử tổng thống của mình, Moon cam kết rằng vào năm 2017, chính phủ của ông lãnh đạo nếu trúng cử sẽ đưa ra các gói kích thích tài chính với tổng trị giá hơn 10 nghìn tỷ Won (khoảng hơn 10 tỷ đô la Mỹ) để hỗ trợ tạo việc làm, khởi nghiệp và bảo vệ cho các doanh nghiệp nhỏ và vừa. Mục tiêu mà ông đã tuyên bố là tạo ra 810.000 việc làm trong khu vực công thông qua việc tăng thuế tài sản và đồng thời cũng sẽ cho tiến hành cải cách toàn bộ nền kinh tế.
Chính sách của Moon đối với vấn nạn tham nhũng và lạm quyền của doanh nghiệp lớn, đặc biệt là đối với các tập đoàn kinh tế Hàn Quốc trong các Chaebol; là cung cấp cho các cổ đông thiểu số quyền lực hơn trong việc bầu thành viên trong hội đồng quản trị của các công ty đó.

### Sự minh bạch
Moon cũng hứa hẹn sự minh bạch trong nhiệm kỳ của ông, trước hết ở việc chuyển nơi ở và làm việc của tổng thống từ khu vực nhà Xanh đến một khu phức hợp của chính phủ ở trung tâm thành phố Seoul.

### Các giá trị xã hội
Trong một cuộc tranh luận trên truyền hình, Moon cho biết ông cũng phản đối tình dục đồng giới - đáp lại lời nhận xét của ứng viên tổng thống Hong Joon-pyo rằng những người lính đồng tính là nguồn gốc gây nên sự yếu kém trong quân đội. Nhận xét của Moon, mặc dù nó có thể được hiểu là sự phản đối các hành vi tình dục đồng giới một cách đặc biệt trong số những người lính, ngay lập tức dẫn đến những lời chỉ trích trong cuộc tranh luận từ Sim Sang-jung, ứng cử viên tổng thống duy nhất ủng hộ quyền của LGBT và là thành viên của Đảng Chính nghĩa cánh tả. Lời nhận xét này cũng gợi lên sự tức giận của các nhà hoạt động vì quyền lợi của người đồng tính, xem xét việc đại diện của Moon như ứng viên tự do dẫn đầu và cựu luật sư về quyền con người. Một số người ủng hộ của Moon bác bỏ ý kiến này như là một điều cần thiết để giành chiến thắng, khi mà Hàn Quốc có xu hướng nghiêng về phía bảo thủ trong các vấn đề xã hội. Moon sau đó đã làm sáng tỏ ý kiến của ông, rằng ông vẫn tin là không nên có sự phân biệt đối xử dựa trên khuynh hướng tình dục của một người.

## Đời tư & tôn giáo
Moon kết hôn với một ca sĩ nhạc cổ điển, bạn học cùng đại học với ông là bà Kim Jung-sook, họ có hai người con, một trai và một gái. Ông là vị tổng thống Hàn Quốc thứ hai theo đạo Công giáo, sau cựu tổng thống Kim Dae-jung. Tên rửa tội của ông Moon là "Timothy" (Thánh Timôthê). Ông cũng được gọi là "Minh vương" (冥王, Myeong-wang hoặc Myung-wang) bởi vì ông trông khá giống với Silvers Rayleigh - nhân vật trong truyện tranh One Piece nổi tiếng của Nhật Bản.

## Tranh cãi & chỉ trích
- Ngày 6 tháng 6 năm 2017, nhân ngày tưởng niệm những người lính Hàn Quốc đã hy sinh cuộc sống của họ vì lợi ích quê hương, Moon Jae-in đã có bài phát biểu gây tranh cãi tại nghĩa trang tưởng niệm quốc gia ở Seoul rằng nền kinh tế Hàn Quốc đã tồn tại được là nhờ vào "sự cống hiến to lớn và hy sinh vĩ đại của những người lính tham chiến tại Việt Nam".[62] Ngày 9/6, đại diện Bộ Ngoại giao Việt Nam đã giao thiệp nghiêm khắc với đại diện Đại sứ quán Hàn Quốc tại Việt Nam. Quân đội Hàn Quốc trong thời gian tham chiến tại Nam Việt Nam đã làm thiệt mạng hàng chục ngàn người dân vô tội trong các cuộc thảm sát.[63] Ước tính có hàng trăm nghìn binh sĩ Hàn Quốc đã cùng với các lực lượng quân sự Hoa Kỳ tham chiến ở chiến trường miền Nam Việt Nam.[64]
- Tháng 1 năm 2019, thống đốc tỉnh Nam Gyeongsang khi đó là Kim Kyung-soo, một đồng minh thân cận của Moon đã bị Tòa án Tối cao Hàn Quốc kết án 2 năm tù vì tội danh gian lận, theo cáo trạng của các công tố viên, người này đã thông đồng với một blogger quyền lực trên mạng xã hội có tên Kim Dong-won (biệt danh "Druking"), nhằm tăng số lượt "thích" trên các diễn đàn Internet và phương tiện truyền thông, để qua đó tăng sự ủng hộ của người dân cho Moon. Kết quả là ngoài ông thống đốc thì blogger Kim cũng bị kết án 3 năm rưỡi tù giam.[65]
- Tháng 3 năm 2019, trong chuyến công du tới các nước trong khu vực Đông Nam Á, Moon Jae-in đã liên tiếp mắc phải nhiều lỗi ngoại giao cơ bản khi gặp gỡ Thủ tướng Malaysia Mahathir Mohamad.[66]
- Tháng 6 năm 2021, chính quyền Moon Jae-in khi tổ chức Hội nghị thượng đỉnh về biến đổi khí hậu và đối tác vì sự tăng trưởng xanh (P4G) do Hàn Quốc làm nước chủ nhà đã chiếu nhầm cảnh quan thành phố Bình Nhưỡng (thủ đô của Bắc Triều Tiên) thay vì Seoul, dẫn đến làn sóng chỉ trích gay gắt từ phía dư luận trong nước, trở thành đề tài chế nhạo trên mạng xã hội, trong khi Đảng Nhân dân đối lập chỉ trích chính quyền tổng thống Moon đã gây ra "thảm họa ngoại giao".[67]